# Museo di belle arti di Cordova
Il Museo di belle arti di Cordova (in spagnolo Museo Provincial de Bellas Artes), si trova a Cordova, in Andalusia. Inaugurato nel 1844, è situato nell'antico Ospedale della Carità di Cordova, dove è stato anche allestito il Museo Julio Romero de Torres. Le collezioni riguardano l'arte a Cordova, dal XV secolo ad oggi. I primo nucleo di opere è costituito da dipinti e da sculture provenienti da confische del 1835 e del 1868, in conventi andalusi. Il museo è stato dichiarato nel 1962 un Bien de Interés Cultural, nella categoria Monumenti.

## Storia
Nel 1862 il museo, che prima era ospitato in diversi edifici, fu dal conservatore Rafael Romero Barros trasferito nell'edificio dell'antico Ospedale della Carità di Cordova, in Plaza del Potro. Dal 1864 al 1916 lo stesso edificio ha ospitato anche il Museo archeologico e etnologico di Cordova ed altri istituti culturali. Nel 1931, morto il pittore Julio Romero de Torres, fu creato un museo a lui intitolato. Fino al 1984 la gestione del museo era assegnata alla Deputazione Provinciale e al Ministero della Pubblica Istruzione, quell'anno fu trasferita alla Giunta dell'Andalusia.

## Collezioni
Le collezioni d'arte sono state aumentate da doni, da acquisti e da depositi. Tra le più importanti collezioniː la raccolta della marchesa di Cabriñana (1898) e di Ángel Avilés (1922), il deposito Mateo Inurria (1943), i doni di Luis Bea Pelayo (1948 e 1962) e di Camacho Padilla (1969). La collezione della famiglia Romero de Torres fu acquistata dalla Giunta dell'Andalusia nel 1989 e fu versata al museo nel 1991.
Il museo possiede anche dipinti di artisti spagnoli non andalusi, tra cui opere di José de Ribera, di Valeriano Domínguez Becquer, di Antonio Maria Esquivel e di Carlos de Haes. Sono presenti anche sculture e opere di grafica di artisti spagnoli.
La collezione Romero de Torres è divisa in tre sezioni: dipinti di Rafael Romero Barros; dipinti di Rafael, di Enrique e di Julio Romero de Torres; dipinti di Rafael Romero de Torres Pellicer. La sezione archeologica comprende oggetti iberici, romani, visigoti e andalusi. Un settore è riservato all'arte decorativa.

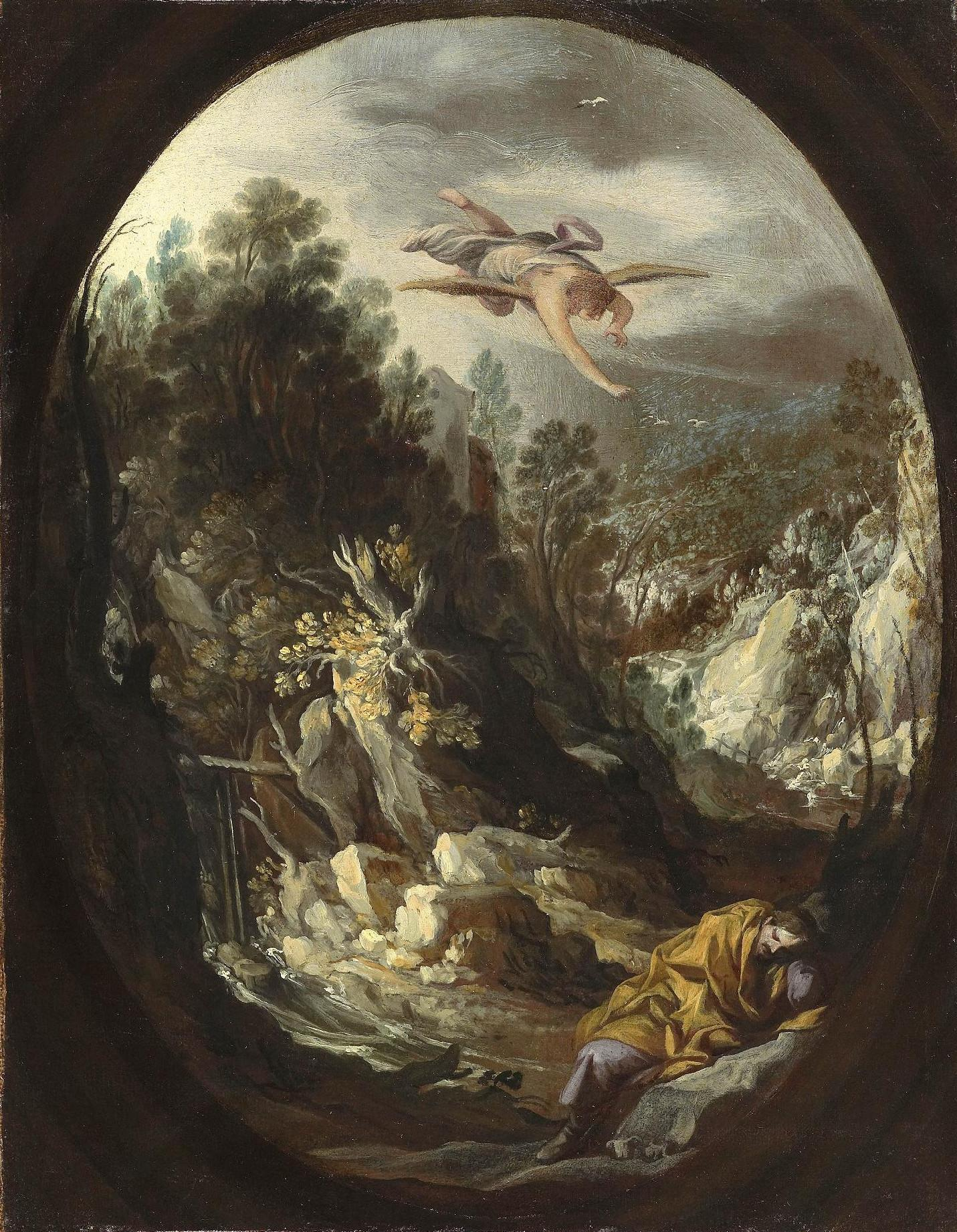
Antonio del Castillo y Saavedra, Sogno di san Giuseppe

## Dipinti (parziale)
- Polittico della flagellazione, XV-XVI secolo.
- Trittico del Calvario, XVI secolo.
- San Pietro Tommaso, XVII secolo.
- Alejo Fernández, Cristo legato alla colonna con San Pietro e donatori, 1508.
- Antonio del Castillo y Saavedra, San Biagio, 1640-1645.
- Antonio del Castillo y Saavedra, Calvario dell'Inquisizione, 1649.
- Antonio del Castillo y Saavedra, Sogno di san Giuseppe, 1650.
- Antonio del Castillo y Saavedra, Sacrificio di Isacco, 1650 circa.
- Juan de Valdés Leal, Madonna degli Argentieri, 1654-1656.
- Antonio del Castillo y Saavedra, Battesimo di san Francesco d'Assisi, 1663-1665.
- Rafael Romero de Torres, Gli ultimi sacramenti, 1890.
- Julio Romero de Torres, Machaquito como apoteosis del toreo cordobés, 1905-1925.
- Julio Romero de Torres, Amor místico, 1914.